# Organización lineal
Este tipo de organización se constituye de la forma estructural más simple y es la más antigua: tiene su origen en la organización de los antiguos ejércitos y en la organización eclesiástica de los tiempos medievales. 
En su investigación sobre las formas más antiguas de organización, James D. Mooney concluyó que el principio de la autoridad lineal (también llamado principio escalar) es que hay una jerarquización de la autoridad, en la cual los superiores reciben obediencia de sus respectivos subordinados,etc.

La denominación "lineal" se debe al hecho de que entre el superior izquierdo y los subordinados existen líneas directas y únicas de autoridad y responsabilidad. Es una organización simple y de conformación piramidal, donde cada jefe recibe y transmite lo que pasa en su área.

## Características
1. Autoridad lineal o única. La principal característica de la organización lineal es la autoridad única y absoluta del superior sobre sus colaboradores, como secuencia de inicio de la unidad de mando. Son las características típicas de las organizaciones militares.
2. Líneas formales de comunicación. La comunicación entre los órganos o cargos existentes en la organización es realizada únicamente a través de las líneas que existen en el organigrama. Todo órgano o cargo (con excepción de aquellos situados en la cúspide y de aquellos situados en la base de organigrama) posee dos terminales de comunicación: uno orientado al órgano superior, o sea el del mando y otro exclusivamente a sus subordinados.
3. Centralización de las decisiones. Como el terminal de la comunicación, sucede que la autoridad que comanda toda la organización centraliza los canales de comunicación y de responsabilidad en la cima del organigrama.
4. Aspecto piramidal. A medida que se asciende en la escala jerárquica disminuye el número de cargos u órganos. El resultado es que a medida que aumenta el nivel jerárquico, más aumenta la generalización, centralización y visión global de la organización. A medida que se desciende en el nivel jerárquico, más aumenta la especialización, la delimitación de las responsabilidades y la visión específica del cargo o función.

## Ventajas
- Es sencillo y claro.
- Los deberes y responsabilidades de los diferentes miembros y las relaciones entre ellos aparecen claramente definidas.
- No hay conflicto de autoridad ni fugas de responsabilidad.
- Se facilita la rapidez de acción.
- Se crea una firme disciplina, cada jefe adquiere toda la autoridad ya que para sus subordinados es el único que la posee.
- Es útil en la pequeña empresa.
- Permite solucionar inconvenientes de manera justa.

## Desventajas
- Carece de especialización.
- No hay flexibilidad para futuras expansiones.
- Es muy difícil capacitar a un jefe en todos los aspectos que debe coordinar.
- Se propicia la arbitrariedad de que el jefe observe toda la responsabilidad de la autoridad.
- La autoridad lineal basada en el mando puede tornarse autocrática.
- La comunicación, por obedecer a la escala jerárquica, se vuelve indirecta, lenta y está sujeta a intermediarios y distorsiones.

## Sistemas basados en la organización lineal
- Sistema de organización lineal con personal de asesoramiento.
- Sistema de organización lineal de departamento de servicio.
- Sistema de organización lineal con comités o consejos.
- Sistema de organización mixto,

## Campos de aplicación
La organización lineal es aplicable específicamente en los siguientes casos:
- Cuando la organización es pequeña no requiere de ejecutivos especialistas en las tareas altamente técnicas.
- Cuando la organización está en las etapas iniciales de su historia.
- Cuando las tareas desarrolladas por la organización son estandarizadas, rutinarias y con raras alteraciones o modificaciones, permitiendo plena concentración en las actividades principales de la organización, ya que la estructura es estable y permanente.
- Cuando la organización tiene corta vida y la rapidez en la ejecución del trabajo se hace más importante que la calidad del trabajo.